# Concord Challenger 1979
Il Concord Challenger 1979 è stato un torneo di tennis facente parte della categoria ATP Challenger Series nell'ambito dell'ATP Challenger Series 1979. Il torneo si è giocato a Concord negli Stati Uniti dal 25 giugno al 1º luglio 1979 su campi in cemento.

## Vincitori

### Singolare
Erik Van Dillen ha battuto in finale  Howard Schoenfield con il punteggio di 6–7, 6–2, 6–3

### Doppio
Sashi Menon /  Robert Trogolo hanno battuto in finale  John Chris Lewis /  Bruce Nichols con il punteggio di 7–67, 6–4